# Клементина (город)
Клементина (порт. Clementina) — город и муниципалитет в Бразилии, входит в штат Сан-Паулу. Составная часть мезорегиона Арасатуба. Входит в экономико-статистический микрорегион Биригуи. Население составляет 5789 человек (2006 год). Занимает площадь 168,739 км². Плотность населения — 34,3 чел./км².

## История
Город основан 20 июня 1928 года.

## Статистика
- Валовой внутренний продукт составляет 78  273 160,00 реалов (данные: Бразильский институт географии и статистики, 2003).
- Валовой внутренний продукт на душу населения составляет 13 947,46 реалов (данные: Бразильский институт географии и статистики, 2003).
- Индекс развития человеческого потенциала составляет 0,792 (данные: Программа развития ООН, 2000).